# The Springfield Connection
"The Springfield Connection" är avsnitt 23 från säsong sex av Simpsons och sändes på Fox i USA den 7 maj 1995. Efter att Snake Jailbird lurat Homer på 20 dollar blir han jagad och nedknockad av Marge. Marge får en kick av det och går med i poliskåren, men då hon upptäcker hur korrupt den är slutar hon med jobbet. Avsnittet skrevs av Jonathan Collier och regisserades av Mark Kirkland. Idén till avsnittet kom från Mike Reiss som hade haft en diskussion med sin fru om att bli poliskonstapel. Avsnittet innehåller hänvisningar till bland annat Spanarna på Hill Street, French Connection – Lagens våldsamma män, McGruff the Crime Dog och Star Wars. Avsnittet har hyllats av The Sydney Morning Herald och DVD Movie Guide. I boken I Can't Believe It's a Bigger and Better Updated Unofficial Simpsons Guide anses Marges polisutbildning vara det bästa delen i avsnittet. Phil Hartman gästskådespelar som Lionel Hutz och Marcia Wallace som Edna Krabappel.

## Handling
Homer och Marge har varit och lyssnat på en orkester, på vägen hem träffar de på Snakes som anordnar ett spel, efter att Homer ser att en spelare vinner vill han vara med men förlorar 20 dollar. Marge avslöjar då att det en bluff och Snake flyr. Marge jagar då honom och slår ner honom. Marge får en kick av de och blir intresserad av våld och äventyr. Hon bestämmer sig sen för att söka till polisskolan. Homer är inte förtjust över att hans fru kommer att bli en polis då han kommer att bli kvinnan i huset men Marge lugnar ner honom. Efter Marge klarar provet blir hon konstapel i Springfield. Då Marge går sin först runda träffar hon bland annat på Lionel Hutz som rotar i soptunnor och blir erbjuden en muta av Apu på Kwik-E-Mart. Marge tvingar sen Bart att ha skyddskläder då han åker skateboard vilket gör att han blir mobbad av kamraterna. Homer spelar poker med Lenny, Carl, Moe, Barney och Herman men då de blir upptäckta av Marge som blir arg för att de spelar flyr hans spelkamrater. Marge ser under sitt arbetspass att alla bryter mot lagen, då hon sen ser att Homer parkerat olagligt för att köpa öl till minderåriga ber hon honom att flytta bilen men han vägrar. Hon ger då honom böter, Homer börjar då bråka med Marge som arresterar honom. Homer blir sen fri och spelar poker med sina vänner igen, han upptäcker då att Herman säljer piratkopior av märkesjeans i hans garage. Homer blir då hotad av Herman men Marge kommer med polisstyrkan och de grips, Herman försöker fly men misslyckas på grund av den dåliga kvalitén på jeansen. De blir dock ingen rättegången då jeansen försvinner spårlöst då polismännen behåller dem för sig själva. Marge är trött på korruptionen och slutar som polis.

## Produktion
Avsnittet skrevs av Jonathan Collier och regisserades av Mark Kirkland. Idén till avsnittet kom från Mike Reiss som haft en diskussion med sin fru om att hon ska bli poliskonstapel, det blev dock inte verklighet. Skämtet att polisen skrattar åt Marge och sen välkomnar henne då de hör att hon vill gå med i poliskåren var en idé av David Mirkin. Marge använder sig av "McGriff the Crime Dog" för att prata med Lisa. Dockan är en parodi på McGruff the Crime Dog.
För att göra animationerna korrekt fick studion i Korea ta hjälp av de amerikanska animatörerna då vapen inte är tillåtna där. Från början var tanken att Marge skulle ha sitt hår uppe men Kirkland bestämde att ta ner det. Phil Hartman gästskådespelar som Lionel Hutz och Marcia Wallace som Edna Krabappel.

## Kulturella referenser
Titeln är en referens till French Connection – Lagens våldsamma män. Soffskämtet är en parodi på James Bond-introt. Avsnittet innehåller referenser till Spanarna på Hill Street. Marge medverkar i avsnittet i COPS, McGriff är en parodi påMcGruff the Crime Dog. Marges polisträning är en referens till Polisskolan och Speed. The Springfield Pops spelar Star Wars-ledmotivet och Homer påpekar felaktigt att John Williams  är död då han inte gillar deras version.

## Mottagande
Avsnittet hamnade på plats 58 över mest sedda program under veckan med en Nielsen ratings på 7.9. Det var det fjärde mest sedda programmet på Fox under veckan. Robin Oliver gav avsnittet tummen upp i sin recension i The Sydney Morning Herald. Warren Martyn och Adrian Wood har i sin bok I Can't Believe It's a Bigger and Better Updated Unofficial Simpsons Guide hyllat Marge polisträning eftersom hon var en bra pistolskytt där. Colin Jacobson från DVD Movie Guide anser att avsnittet håller kvalitén som det tidigare avsnittet, "'Round Springfield". Han insåg då han såg avsnittet att Marge är i bra form, och hur hon slutar är roligt, men det bästa är att hon arresterar Homer och att han vägrar att vara tyst.
Kurt M. Koenigsberger kommenterar Homers recension av Star Wars-ledmotivet från avsnittet i Leaving Springfield: The Simpsons and the Possibility of Oppositional Culture. I boken Educating Rita by Willy Russell har Rebecca Mahon och Nick Chedra beskrivit om hur Marge kom ut i världen i avsnittet.
I boken har The Simpsons and Philosophy: The D'oh! of Homer av William Irwin, Mark T. Conard och Aeon J. Skoble har de citerat avsnittet som en avsnitten där Marge vissar moral. De har jämfört Marge med hur hon var i "The Joy of Sect".